# Sakuraiíta
La sakuraiíta es un mineral de la clase de los minerales sulfuros, y dentro de esta pertenece al llamado “grupo de la estannita”. Fue descubierta en 1965 en una mina de la prefectura de Hyōgo, en la isla de Honshū (Japón), siendo nombrada así en honor de K. Sakurai, mineralogista japonés. Un sinónimo es su clave: IMA1965-017.

## Características químicas
Es un sulfuro de cobre, cinc, hierro, indio y estaño. Clasificada en principio dentro del grupo de la estannita con los sulfuros del sistema cristalino tetragonal, parece ser que en realidad cristaliza en el sistema cristalino cúbico.
Además de los elementos de su fórmula, suele llevar como impureza el elemento plata.

## Formación y yacimientos
Aparece como mineral secundario raro en vetas de alteración hidrotermal bandeadas, como inclusiones de sulfuro sobre mineral de estannita u otros sulfuros de metal similares.
Suele encontrarse asociado a otros minerales como: estannita, esfalerita, calcopirita, casiterita, matildita, arsenopirita cobáltica, cuarzo o calcita.